# اوبری-لو-پانتو
اوبری-لو-پانتو (به فرانسوی: Aubry-le-Panthou) یک کمون در فرانسه است که در اورن واقع شده‌است. اوبری-لو-پانتو ۶٫۸۵ کیلومتر مربع مساحت دارد ۱۷۲ متر بالاتر از سطح دریا واقع شده‌است.